# سيدي عيسى (بني مالك)
سيدي عيسى هي إحدى مشيخات المملكة المغربية، تتبع جغرافيا لإقليم القنيطرة وإداريًا لبني مالك. يقدر عدد سكانها بـ 21552 نسمة حسب الإحصاء الرسمي للسكان والسكنى لسنة 2004.